# فرودگاه لیون–برون
فرودگاه لیون-برون (به انگلیسی: Lyon-Bron Airport) (به زبان بومی: Aéroport de Lyon-Bron) یک فرودگاه همگانی با کد یاتا LYN است که یک باند فرود سنگفرش دارد و طول باند آن ۱۸۲۰ متر است. این فرودگاه در شهر لیون کشور فرانسه قرار دارد و در ارتفاع ۲۰۱ متری از سطح دریا واقع شده است.